# 諾斯布魯克島

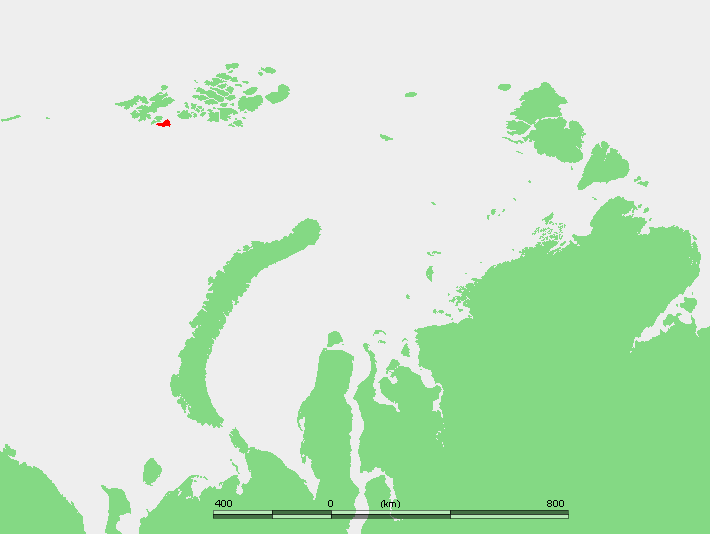

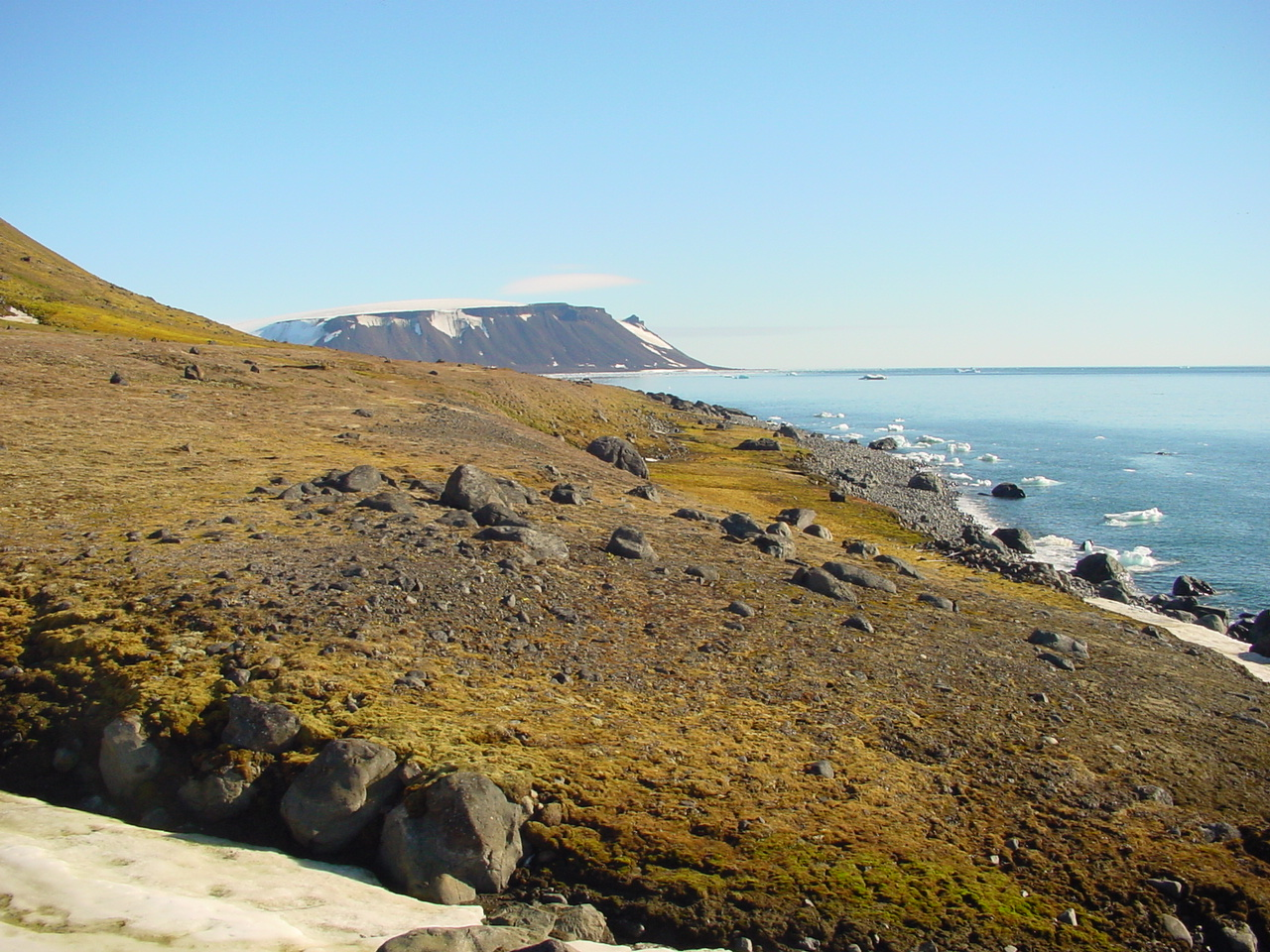

諾斯布魯克島是俄羅斯的島嶼，屬於法蘭士約瑟夫地群島的一部分，位於布留斯島東南面，由阿爾漢格爾斯克州負責管轄，海岸線長度100.4公里，最高點海拔高度344米。

## 外部連結
- Cape Flora, Northbrook Island on Bloosee